# カザフスタン明るい道民主党
明るい道民主党（あかるいみち みんしゅとう、カザフ語：Ақ жол Демократиялық Партиясы）は、カザフスタン共和国の政党である。略称はАқ жол（アク・ジョル）。

## 概要
2002年3月16日、創設（同年4月3日に登録）。2002年12月12日、法務省に再登録。
2023年3月19日に行われた下院選挙では全体の8.4パーセントを得票し、6議席を獲得した。

## 組織
党中央会議は、117人の議員から成り、議員17人から成る幹部会を有する。
党の財政の管理は、中央監査委員会が実施する。

## 歴代党首
- アリハン・バイメノフ（2003年 - 2011年）
- アザト・ペルアシェフ（英語版）（2011年 - ）